# Sanjūsai made Dōtei Da to Mahōtsukai ni Nareru rashii
Sanjūsai made Dōtei Da to Mahōtsukai ni Nareru rashii (Nhật: 30歳まで童貞だと魔法使いになれるらしい n.đ. 30 tuổi vẫn còn "zin" sẽ biến thành phù thủy) là bộ truyện tranh yaoi Nhật Bản của Toyota Yuu.
Một bộ phim truyền hình chuyển thể live-action phát sóng từ ngày 9 tháng 10 đến ngày 24 tháng 12 năm 2020, trên khung chương trình MokuDra 25 của TV Tokyo, đã đạt xếp hạng cao trong thời gian phát sóng. Phần tiếp theo của bộ phim truyền hình sau đó đã được phát hành dưới dạng phim điện ảnh live-action vào ngày 8 tháng 4 năm 2022. Một bộ phim truyền hình chuyển thể anime do Satelight sản xuất được phát sóng từ tháng 1 đến tháng 3 năm 2024.

## Nhân vật
Adachi Kiyoshi (安達 清)
Lồng tiếng bởi: Abe Atsushi (drama CD), Kobayashi Chiaki (anime)
Thủ vai bởi: Akaso Eiji (drama truyền hình)
Kurosawa Yūichi (黒沢 優一)
Lồng tiếng bởi: Satō Takuya (drama CD), Suzuki Ryōta (anime)
Thủ vai bởi: Machida Keita (drama truyền hình)
Tsuge Masato (柘植 将人)
Lồng tiếng bởi: Okitsu Kazuyuki (drama CD), Furukawa Makoto (anime)
Thủ vai bởi: Asaka Kodai (drama truyền hình)
Wataya Minato (綿谷 湊)
Lồng tiếng bởi: Amasaki Kōhei (drama CD), Satō Gen (anime)
Thủ vai bởi: Yutaro (drama truyền hình)
Rokkaku Yuta (六角 祐太)
Lồng tiếng bởi: Shirai Yusuke (anime)
Thủ vai bởi: Kusakawa Takuya (drama truyền hình)
Fujisaki Nozomi (藤崎 希)
Lồng tiếng bởi: Koshimizu Ami (anime)
Thủ vai bởi: Sato Ryo (drama truyền hình)
Urabe Kengo (浦部 健吾)
Thủ vai bởi: Suzunosuke (drama truyền hình)

## Truyền thông

### Truyện tranh
Sanjūsai made Dōtei Da to Mahōtsukai ni Nareru rashii do Toyota Yuu sáng tác và minh họa. Truyện được đăng nhiều kỳ trên Gangan Pixiv từ ngày 1 tháng 9 năm 2018. Gangan Pixiv. Các chương sau đó được Square Enix phát hành thành mười ba tập truyện.
Một bản chuyển thể drama CD được phát hành vào ngày 23 tháng 10 năm 2019, với sự tham gia của Abe Atsushi trong vai Adachi, Satō Takuya trong vai Kurosawa, Okitsu Kazuyuki trong vai Tsuge và Amasaki Kōhei trong vai Minato. Kentaro Tone là người dẫn chuyện cho drama CD.
| - Chương 1 - Chương 2 - Chương 2.5 - Chương 3 - Chương 4 | - Chương 5 - Bản Kurosawa - Bản ngày Valentine - Bản Tsuge - Bản Tsuge: Mặt khác |

| - Chương 6 - Chương 7 - Chương 8 - Chương 9 - Chương 9.5 (Phần 1) | - Chương 9.5 (Phần 2) - Chương 10 - Chương 11 - Bản Tsuge (Phần 2) |

| - Chương 12 - Chương 13 - Chương 14 - Chương 15 - Chương 16 | - Chương 17 - Bản Rokkaku (Phần 1) - Chương 14.5 - Bản Tsuge (Phần 3) |

| - Chương 18 - Chương 18.5 - Chương 19 - Chương 20 - Chương 21 | - Chương 22 - Chương 23 - Fujisaki-san & Adachi - Bản Tsuge (Phần 4) - Bản Tsuge (Phần 5) |

| - Chương 24 - Chương 24.5 - Chương 25 - Chương 26 - Chương 27 | - Chương 28 - Chương 29 - Bản Tsuge (Phần 6) - Chọn một món quà |

| - Chương 30 - Chương 31 - Chương 32 - Chương 33 | - Chương 34 - Một câu chuyện trước khi hẹn hò - Bản Tsuge (Phần 7) |

| - Chương 35 - Chương 36 - Chương 37 | - Chương 38 - Bản Tsuge (Phần 8) |

| - Chương 39 - Chương 40 - Chương 40.5 (Phần 1) - Chương 40.5 (Phần 2) | - Chương 41 - Chương 42 - Chương 43 |

| - Chương 44 - Chương 45 - Bản Tsuge (Phần 9) | - Bản Tsuge (Phần 10) - Chương 46 |

| - Rokkaku Edition (Part 2) - Chương 47 - Chương 48 - Tsuge & Adachi | - Chương 49 - Chương 50 - Chương 51 |

| - Chương 52 - Chương 53 - Chương 53.5 | - Chương 54 - Chương 55 - Chương 56 |

### Drama truyền hình

#### Danh sách tập
| TT.  | Tiêu đề                                                                                                   | Đạo diễn         | Biên kịch      | Ngày phát hành gốc   |
| ---- | --- | ---------------- | -------------- | -------------------- |
| 1    | "Tập 1" Chuyển ngữ: "Dai-ichi-wa" (tiếng Nhật: 第1話)                                                     | Kazama Hiroki    | Yoshida Erika  | 9 tháng 10 năm 2020  |
| 2    | "Tập 2" Chuyển ngữ: "Dai-ni-wa" (tiếng Nhật: 第2話)                                                       | Kazama Hiroki    | Yoshida Erika  | 16 tháng 10 năm 2020 |
| 3    | "Tập 3" Chuyển ngữ: "Dai-san-wa" (tiếng Nhật: 第3話)                                                      | Yuasa Hiroaki    | Yoshida Erika  | 23 tháng 10 năm 2020 |
| 4    | "Tập 4" Chuyển ngữ: "Dai-yon-wa" (tiếng Nhật: 第4話)                                                      | Yuasa Hiroaki    | Yoshida Erika  | 30 tháng 10 năm 2020 |
| 5    | "Tập 5" Chuyển ngữ: "Dai-go-wa" (tiếng Nhật: 第5話)                                                       | Hayashi Masataka | Okazaki Satoko | 6 tháng 11 năm 2020  |
| 6    | "Tập 6" Chuyển ngữ: "Dai-roku-wa" (tiếng Nhật: 第6話)                                                     | Hayashi Masataka | Okazaki Satoko | 13 tháng 11 năm 2020 |
| 7    | "Tập 7" Chuyển ngữ: "Dai-nana-wa" (tiếng Nhật: 第7話)                                                     | Kazama Hiroki    | Yoshida Erika  | 20 tháng 11 năm 2020 |
| 8    | "Tập 8" Chuyển ngữ: "Dai-hachi-wa" (tiếng Nhật: 第8話)                                                    | Kazama Hiroki    | Yoshida Erika  | 27 tháng 11 năm 2020 |
| 9    | "Tập 9" Chuyển ngữ: "Dai-kyū-wa" (tiếng Nhật: 第9話)                                                      | Yuasa Hiroaki    | Okazaki Satoko | 3 tháng 12 năm 2020  |
| 10   | "Tập 10" Chuyển ngữ: "Dai-jū-wa" (tiếng Nhật: 第10話)                                                     | Yuasa Hiroaki    | Okazaki Satoko | 10 tháng 12 năm 2020 |
| 11   | "Tập 11" Chuyển ngữ: "Dai-jūichi-wa" (tiếng Nhật: 第11話)                                                 | Kazama Taiki     | Yoshida Erika  | 17 tháng 12 năm 2020 |
| 12   | "Tập 12" Chuyển ngữ: "Dai-jūni-wa" (tiếng Nhật: 第12話)                                                   | TBA              | TBA            | 24 tháng 12 năm 2020 |
| SP–1 | "Ngày Valentine / Rokkaku" Chuyển ngữ: "Barentain-hen & Rokkaku-hen" (tiếng Nhật: バレンタイン編＆六角編) | TBA              | TBA            | 24 tháng 12 năm 2020 |
| SP–2 | "Tsuge & Minato" Chuyển ngữ: "Tsuge, Minato-hen" (tiếng Nhật: 柘植・湊編)                                 | TBA              | TBA            | 24 tháng 12 năm 2020 |

### Phim điện ảnh
Một bộ phim chuyển thể live-action được phát hành tại các rạp chiếu phim trên toàn Nhật Bản vào ngày 8 tháng 4 năm 2022. Bộ phim là phần tiếp theo của loạt phim truyền hình live-action, với dàn diễn viên như cũ. Bài hát chủ đề của bộ phim là "Shinon" của Omoinotake và bài hát chèn thêm mang tên "Gimme Gimme" do Deep Squad thể hiện.
Bộ phim ra mắt ở vị trí thứ 6 vào cuối tuần công chiếu. Toyota Yuu, tác giả của bộ truyện tranh gốc, đã quyên góp một phần phí bản quyền chuyển thể cho Marriage for All Japan, một tổ chức ủng hộ hôn nhân cùng giới tại Nhật Bản.

### Anime

#### Các tập phim
| TT. | Tiêu đề                                                   | Ngày phát hành gốc  |
| --- | --------------------------------------------------------- | ------------------- |
| 1   | "Tập 1" Chuyển ngữ: "Dai-ichi-wa" (tiếng Nhật: 第1話)     | 11 tháng 1 năm 2024 |
| 2   | "Tập 2" Chuyển ngữ: "Dai-ni-wa" (tiếng Nhật: 第2話)       | 17 tháng 1 năm 2024 |
| 3   | "Tập 3" Chuyển ngữ: "Dai-san-wa" (tiếng Nhật: 第3話)      | 24 tháng 1 năm 2024 |
| 4   | "Tập 4" Chuyển ngữ: "Dai-yon-wa" (tiếng Nhật: 第4話)      | 1 tháng 2 năm 2024  |
| 5   | "Tập 5" Chuyển ngữ: "Dai-go-wa" (tiếng Nhật: 第5話)       | 8 tháng 2 năm 2024  |
| 6   | "Tập 6" Chuyển ngữ: "Dai-roku-wa" (tiếng Nhật: 第6話)     | 15 tháng 2 năm 2024 |
| 7   | "Tập 7" Chuyển ngữ: "Dai-nana-wa" (tiếng Nhật: 第7話)     | 22 tháng 2 năm 2024 |
| 8   | "Tập 8" Chuyển ngữ: "Dai-hachi-wa" (tiếng Nhật: 第8話)    | 29 tháng 2 năm 2024 |
| 9   | "Tập 9" Chuyển ngữ: "Dai-kyū-wa" (tiếng Nhật: 第9話)      | 7 tháng 3 năm 2024  |
| 10  | "Tập 10" Chuyển ngữ: "Dai-jū-wa" (tiếng Nhật: 第10話)     | 14 tháng 3 năm 2024 |
| 11  | "Tập 11" Chuyển ngữ: "Dai-jūichi-wa" (tiếng Nhật: 第11話) | 21 tháng 3 năm 2024 |
| 12  | "Tập 12" Chuyển ngữ: "Dai-jūni-wa" (tiếng Nhật: 第12話)   | 28 tháng 3 năm 2024 |

### Chuyển thể khác
Vào tháng 11 năm 2022, một bộ phim truyền hình chuyển thể của Thái Lan đã bắt đầu được sản xuất. Bộ phim do Nuttapong Mongkolsawas đạo diễn và có sự tham gia của các diễn viên Tawan Vihokratana và Thitipoom Techaapaikhun.